# Маркович Андрій Михайлович
Андрі́й Миха́йлович Марко́вич (нар. 25 червня 1995, с. Мельнич, Жидачівський район, Львівська область, Україна) — український футболіст, правий захисник клубу «Нимме Калью».

## Життєпис

### Ранні роки
Вихованець ДЮСШ міста Жидачева та Львівського училища фізичної культури (тренер Іван Павлюх). З 2008 по 2012 рік у складі команди «УФК» Львів провів у чемпіонаті ДЮФЛ 66 матчів, забивши 14 голів.

### Клубна кар'єра
25 липня 2012 року дебютував у юнацькій (U-19) команді «левів» у домашньому поєдинку з одеським «Чорноморцем». За молодіжну (U-21) команду дебютував 29 березня 2013 року в домашньому матчі проти донецького «Шахтаря». У складі команди U-19 ставав бронзовим призером чемпіонату в сезоні 2013/14.
У січні 2016 року їздив на перегляд у чеський клуб «Карвіна», узяв участь у товариському матчі, де навіть відзначився результативною передачею, але зрештою повернувся до «Карпат». 10 квітня того ж року дебютував у Прем'єр-лізі в домашній грі проти «Олександрії», вийшовши у стартовому складі.
На початку 2017 року був відданий в оренду в білоруський «Нафтан». У складі «Нафтана» став основним опорним півзахисником. У червні 2017 року залишив новополоцький клуб через важке фінансове положення клубу
7 серпня 2017 року став гравцем «Руху» з Винник, підписавши орендну угоду до кінця року, де грав до кінця року, а у лютому 2018 року був орендований естонським клубом «Нимме Калью», який 24 грудня 2018 року викупив контракт гравця, підписавши з ним повноцінний контракт.

### Кар'єра в збірній
З 2011 по 2015 рік грав у складі юнацьких збірних України U-16, U-17, U-19 та U-20.

## Статистика
Статистичні дані наведено станом на 2 грудня 2016 року
| Клуб      | Ліга         | Сезон   | Чемпіонат | Чемпіонат | Кубок | Кубок | U-21 | U-21 |
| Клуб      | Ліга         | Сезон   | Ігри      | Голи      | Ігри  | Голи  | Ігри | Голи |
| --------- | ------------ | ------- | --------- | --------- | ----- | ----- | ---- | ---- |
| «Карпати» | Прем'єр-ліга | 2012/13 |           |           |       |       | 4    | 0    |
| «Карпати» | Прем'єр-ліга | 2013/14 |           |           |       |       | 18   | 1    |
| «Карпати» | Прем'єр-ліга | 2014/15 |           |           |       |       | 10   | 0    |
| «Карпати» | Прем'єр-ліга | 2015/16 | 2         | 0         |       |       | 20   | 0    |
| «Карпати» | Прем'єр-ліга | 2016/17 | 4         | 0         |       |       | 12   | 2    |

## Родина
Батько Андрія також грав у футбол, але на аматорському рівні.

## Титули і досягнення
- Чемпіон Естонії (1):

«Нимме Калью»: 2018
- Володар Суперкубка Естонії (1):

«Нимме Калью»: 2019